# Muzej vikinških ladij (Roskilde)
Muzej vikinških ladij (dansko Vikingeskibsmuseet) v mestu Roskilde je danski nacionalni muzej za ladje iz prazgodovinskega in srednjeveškega obdobja.
Glavni poudarek muzeja je stalna razstava ladij iz pokopališča Skuldelev, pet originalnih vikinških ladij, izkopanih v bližini leta 1962. Muzej vikinških ladij izvaja tudi raziskave in izobražuje raziskovalce na področju pomorske zgodovine, pomorske arheologije in eksperimentalne arheologije. Tu potekajo različne akademske konference, v povezavi z muzejem pa je tudi raziskovalna knjižnica.

## Originalne vikinške ladje
Okoli leta 1070 so pri Skuldelevu v fjordu Roskilde namerno potopili pet vikinških ladij, da bi blokirali najpomembnejšo plovno pot in zaščitili Roskilde pred napadom sovražnika z morja. Te ladje, pozneje znane kot ladje Skuldelev, so bile izkopane leta 1962.. Izkazalo se je, da gre za pet različnih tipov ladij, od tovornih do vojnih ladij.
Muzej vikinških ladij s pogledom na zaliv fjorda Roskilde je bil zgrajen leta 1969 z glavnim namenom razstavljanja petih na novo odkritih ladij Skuldelev.
Izvirne vikinške ladje Skuldelev so glavni poudarek muzeja, vendar je tukaj mogoče doživeti tudi majhno razstavo o ladjah Roskilde in različne občasne razstave s širšim obsegom.

## Ladje Roskilde
V poznih 1990-ih so izkopavanja za širitev ladjedelnice Muzeja vikinških ladij odkrila ostanke nadaljnjih devetih ladij, ladij Roskilde, iz srednjeveškega obdobja. Gre za največje odkritje prazgodovinskih ladij v severni Evropi. Večina teh je iz obdobja tik po vikinški dobi, 1060-1350 n. št., toda Roskilde 6 je iz leta 1025 in je najdaljša vikinška ladja, ki so jih kdaj našli; približno 37 m dolga. Vse razen Roskilde 8 so bile izkopane in njihovi ostanki so v Narodnem muzeju Danske (Roskilde 6 na ogled, ostaja v skladišču).

## Rekonstruirane vikinške ladje in zgodovinski čolni
Muzej vikinških ladij ima dolgo tradicijo rekonstrukcij vikinških ladij in gradnje čolnov ter zbira zanimive čolne iz vse Skandinavije. Zbirka čolnov v muzeju zdaj obsega več kot 40 plovil, povezana ladjedelnica pa nenehno gradi nove ladje po izvirnih metodah kot del eksperimentalnega procesa učenja arheologije. Tukaj je mogoče spremljati ali sodelovati pri gradnji ladij. Ladjedelnica je na majhnem otoku, znanem kot Museumsøen (Muzejski otok), ki je z glavnimi muzejskimi razstavnimi stavbami povezan z dvižnim mostom.
Vsako poletje se nekaj čolnov spusti na daljša morska potovanja, da bi pridobili več znanja o tehnikah plovbe in razmerah Vikingov.

## Galerija
- Pogled po dvoranah
- Silhueta originalne vikinške ladje
- Replike v majhnem merilu
- Most do ladjedelnice Museumsøen
- Rekonstrukcija Skuldeleva 5 (1991)
- Izdelava čolnov v delavnicah
- Ohranjanje arheoloških ostalin
- V Museumsøenu so zgrajene obsežne plovne rekonstrukcije originalnih ladij